# Hans Ostwald
Hans Otto August Ostwald (* 31. Juli 1873 in Berlin; † 8. Februar 1940 in Berlin) war ein deutscher Journalist, Erzähler und Kulturhistoriker.

## Leben
Ostwald war der Sohn eines Schmieds und wuchs in Berlin und Stargard auf. Nach einer Lehre als Goldschmied arbeitete er nur für kurze Zeit in diesem Beruf, bis er 1893 arbeitslos wurde. Danach vagabundierte er als wandernder Handwerksbursche für ungefähr 18 Monate durch Deutschland. Über seine Erlebnisse im Landstreichermilieu führte er ein Tagebuch, das er später, ermuntert durch Felix Holländer, zu dem Roman Vagabonden (später unter: Vagabunden. Ein autobiographischer Roman) umarbeitete. Mit diesem „ersten und echten deutschen, halb autobiographischen Landstreicherroman“ (Ostwald) hatte er großen Erfolg, sodass er ab 1900 bis zu seinem Tod als freier Schriftsteller in Berlin leben konnte.
Hans Ostwald blieb seiner Absicht, „unsere Kultur von unten zu beleuchten“, in allen seinen folgenden Werken verpflichtet. So wurde er zu einem der produktivsten Chronisten der unteren sozialen Klassen und gesellschaftlichen Randgruppen der ersten Hälfte des 20. Jahrhunderts sowie zu einem der wichtigsten populärwissenschaftlichen Kulturhistoriker Berlins. In der Einleitung zum Liebermann-Buch schrieb er 1930: "Diese Bücher sollen dem Volke eine Brücke zur Kunst bauen. Sie sollen nicht, wie so viele Kunstbücher, nur für Künstler und Kunsthistoriker geschrieben sein."
Bedeutend für die Schaffung eines eigenständigen sozialen deutschen Chansons war die Sammlung der Lieder aus dem Rinnstein, in der die Ausgestoßenen der Gesellschaft mit ihren meist anonymen Liedern zu Wort kamen. Hier wurden Sprachschichten für die Lyrik erschlossen, die bisher auch in den Volksliedersammlungen nicht vertreten waren.
Zwischen 1904 und 1908 betrieb er das größte Projekt zur Stadtforschung im deutschsprachigen Raum, dessen Ergebnisse er in Form einer fünfzigbändigen Buchreihe unter dem Titel Großstadt-Dokumente herausgab. Die einzelnen Bände dieser Reihe verfassten zahlreiche namhafte Autoren, Fachleute und Journalisten wie Julius Bab oder Max Winter.
Ostwald wurde er auf dem Friedhof Zehlendorf beigesetzt. Das Grab ist nicht erhalten.

## Werke

### Als Verfasser (chronologisch)
- Vagabonden. Bruno & Paul Cassirer, Berlin 1900. 
  - Neuausgabe d. 7. Aufl.: Vagabunden. Ein autobiographischer Roman. Comino, Berlin 2018, ISBN 978-3-945831-15-1.
- Verworfene. Novellen. Berlin 1902 – Internet Archive (Illustrator: Hans Baluschek).
- Zwei Gesellen. Roman. Egon Fleischel, Berlin 1904.
- Rinnsteinsprache. Lexikon der Gauner-, Dirnen- und Landstreichersprache. Harmonie, Berlin 1906. Digitalisat bei Internet Archive.
- Landstreicher. Bard & Marquardt, Berlin o. J. [1906] (= Cornelius Gurlitt: Die Kultur. Sammlung illustrierter Einzeldarstellungen, Bd. 8). Digitalisat der Staatsbibliothek zu Berlin.
- Männliche Prostitution. Walther Fiedler, Leipzig 1906 (Neuausgabe als: Männliche Prostitution im kaiserlichen Berlin. Jannssen, Berlin 1991).
- Das Berliner Dirnentum. Walther Fiedler, Leipzig 1907 (Gesamtausgabe in 2 Bänden).
- Berlin und die Berlinerin. Eine Kultur- und Sittengeschichte. Hans Bondy, Berlin [1909]–1911 (zuerst in 10 Einzellieferungen).
- Lockende Steine. Enßlin & Laiblin, Reutlingen [1922].
- Kaufmanns Abenteuer. Sieben-Stäbe-Verlag, Berlin-Zehlendorf 1927.
- Frisch, gesund und meschugge. Schnurren und Anekdoten. Pauk Franke, Berlin 1928.
- Vergnügte Tiere. Paul Franke, Berlin 1928.
- Der Urberliner in Witz, Humor und Anekdote, Berlin o. J. [1928]
- Das galante Berlin. Klemm, Berlin o. J. [1928].
- Der lachende Koffer. Paul Franke, Berlin 1928. Digitalisat im Projekt Gutenberg.
- Von Lausbuben und anderen Kleinen. Paul Franke, Berlin 1928.
- Das Zille-Buch. Paul Franke, Berlin 1929. Digitalisat im Projekt Gutenberg.
- Frühlingsluft. Erzählung von Frühling und Liebe. Hillger, Berlin [1929].
- Das gelobte Land – ein Roman von Heimat und Heimweh. Hillger, Berlin [1929].
- Das Liebermann-Buch. Paul Franke, Berlin 1930.
- Zille's Vermächtnis. Paul Franke, Berlin 1930.
- Sittengeschichte der Inflation. Kulturdokument aus den Jahren des Marktsturzes. Neufeld & Henius, Berlin 1931.
- Deutsche Abenteurer. Kulturgeschichtliches in Selbstberichten von deutschen Abenteurern in 4 Jahrhunderten. Meidinger, Berlin 1931.
- Berlinerisch. Piper, München 1931 (= Band II der Reihe: Was nicht im Wörterbuch steht).
- Große Erfinder und Entdecker. Aus dem Leben, Kämpfen und Schaffen deutscher Forscher. Deutsche Buch-Gemeinschaft, Berlin 1934.
- Vom goldenen Humor in Bild und Wort. Weise, Berlin 1938.

### Als Herausgeber
- Lieder aus dem Rinnstein. Bd. 1 Karl Henckell, Leipzig 1903. Bd. 2 Karl Henckell, Leipzig 1904. Bd. 3 Harmonie, Berlin 1906, ediert von Heiner Boehncke und Hans Sarkowicz, Berlin : AB – Die Andere Bibliothek, 2022, ISBN 978-3-8477-0450-8
- Großstadt-Dokumente. 50 Bände. Hermann Seemann Nachfolger, Berlin und Leipzig 1904–1908. Fünf Bände wurden von Hans Ostwald verfasst:
  - Band 1. Dunkle Winkel in Berlin, 1904, zlb.de
  - Band 4. Berliner Tanzlokale, 1905, zlb.de
  - Band 5. Zuhältertum in Berlin, 1905, zlb.de
  - Band 7. Berliner Kaffeehäuser, 1905, zlb.de
  - Band 35. Berliner Spielertum, 1907, zlb.de
- Erntedankfest 1. Oktober 1933. Der Deutschen Bauern Ehrentag. Reimar Hobbing, Berlin 1933.